# Dronning Caroline Mathilde
Die Dronning Caroline Mathilde war ein 70-Kanonen-Linienschiff (Zweidecker) der Prins-Frederik-Klasse der dänisch-norwegischen Marine, das von 1768 bis 1802 in Dienst stand.

## Geschichte
Die spätere Dronning Caroline Mathilde wurde 1765 auf der Marinewerft in Nyholm (heute Teil des Kopenhagener Bezirks Christianshavn) auf Kiel gelegt. Sie war die dritte und letzte Einheit der durch den Schiffbaumeister F.M. Krabbe (1725–1796) gebauten Prins-Frederik-Klasse. Der Stapellauf erfolgte am 6. Dezember 1766 und die Indienststellung 1768.
Benannt nach Caroline Mathilde, der Gemahlin des Königs Christian VII. von Dänemark und Norwegen, wurde es 1772 im Zuge des spektakulären königlichen Scheidungsprozesses in Øresund umbenannt.
Das Schiff versah zumeist Wachdienst im Öresund und in anderen dänischen Gewässern, segelte mit der Flotte bei deren Sommermanövern, und wurde 1802 ausgemustert.

## Technische Beschreibung
Die Dronning Caroline Mathilde war als Batterieschiff mit zwei durchgehenden Geschützdecks konzipiert und hatte eine Länge von 52,45 Metern (Geschützdeck), eine Breite von 14,13 Metern und einen Tiefgang von 6,28 Metern. Sie war ein Rahsegler mit drei Masten (Fockmast, Großmast und Kreuzmast) und verfügte über eine Besatzungsstärke von 667 Mann. Die Bewaffnung bestand bei Indienststellung aus 70 Kanonen.
|      | Unteres Batteriedeck | Oberes Batteriedeck | Backdeck       | Achterdeck     | Kanonen (Geschossgewicht) |
| ---- | -------------------- | ------------------- | -------------- | -------------- | ------------------------- |
| 1766 | 26 × 24-Pfünder      | 26 × 18-Pfünder     | 18 × 8-Pfünder | 18 × 8-Pfünder | 70 Kanonen (309 kg)       |

## Bemerkungen
1. ↑  Die manchmal zu findende Behauptung, das ihr Schwesterschiff Norske Løve 1772 in Øresund umbenannt worden sei, ist unzutreffend.